# Burstyn-Kaserne

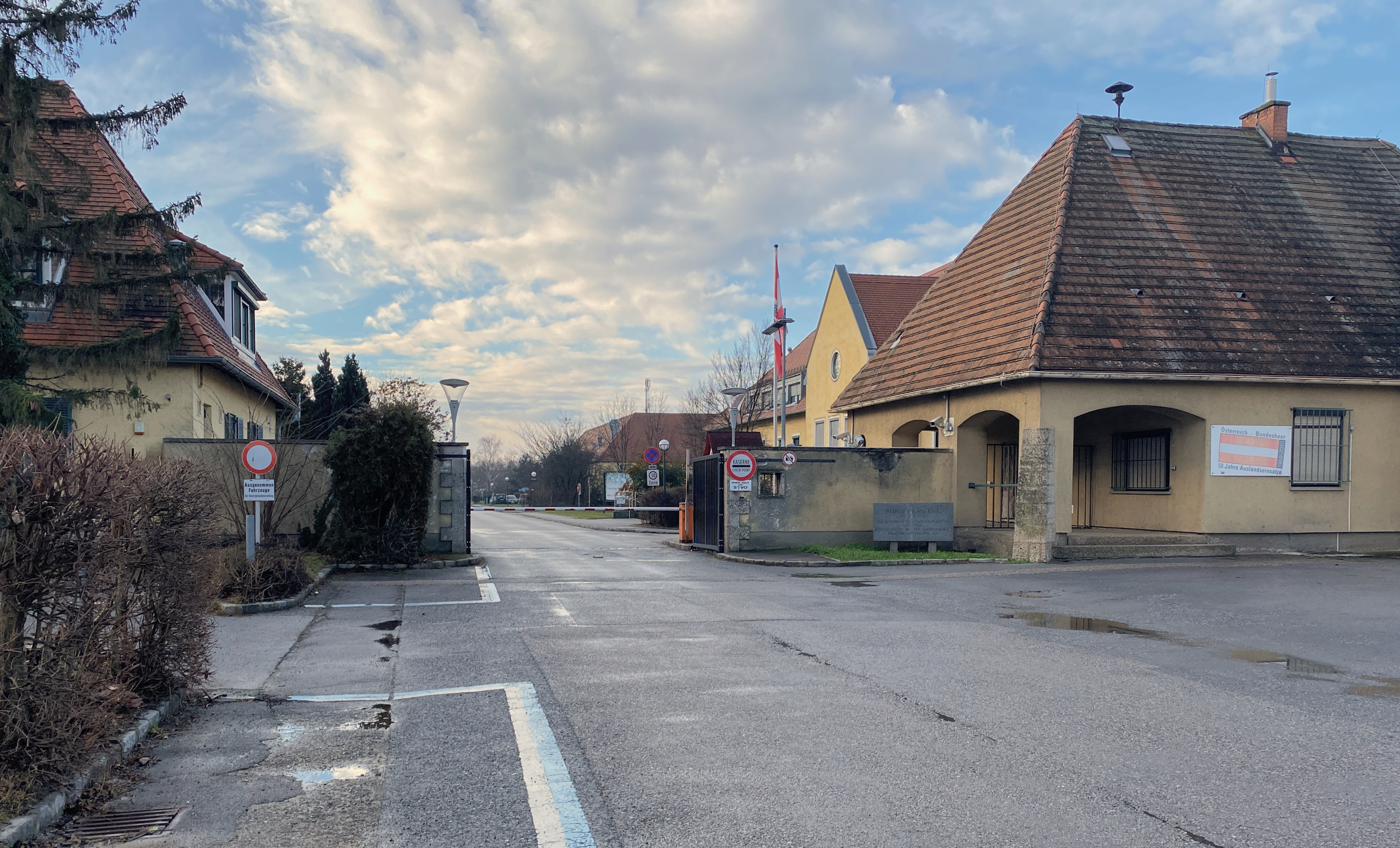
Die Einfahrt der Kaserne

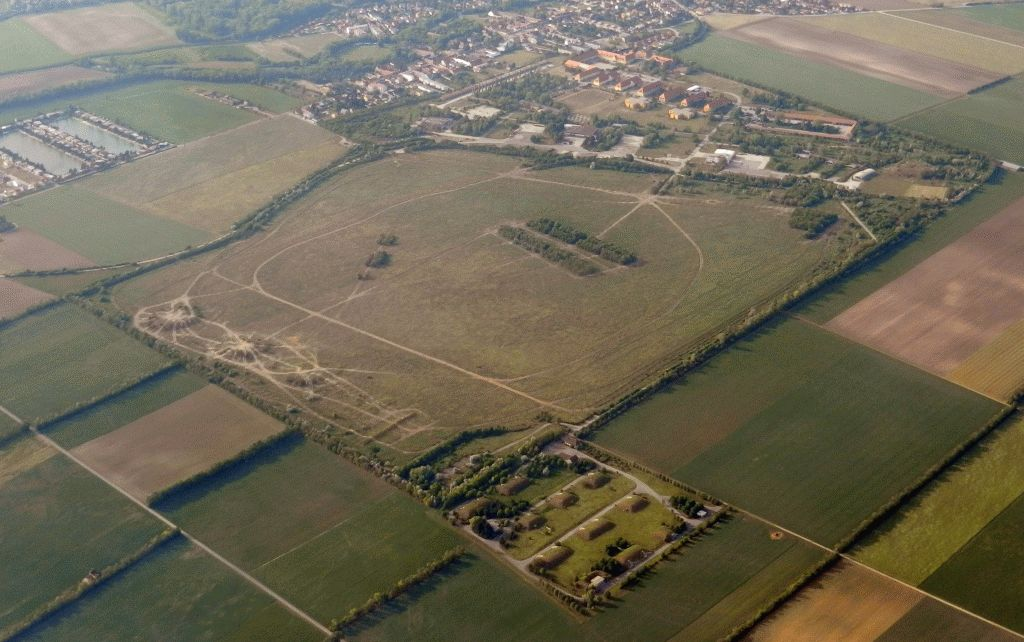
Luftbild der Burstyn-Kaserne 2012

Die Burstyn-Kaserne ist eine Kaserne des österreichischen Bundesheeres in Zwölfaxing in Niederösterreich, die nach dem Waffentechniker Gunther Burstyn benannt ist.

## Geschichte und Beschreibung
Die Kaserne wurde 1940, während des Zweiten Weltkrieges, von der Luftwaffe der Wehrmacht  als Fliegerhorst erbaut. Bei Beginn des Balkanfeldzuges war das Kampfgeschwader 2 hier stationiert und griff von hier aus am 6. April 1941 die jugoslawische Hauptstadt Belgrad an. Die unterirdischen Anlagen, in denen die Flugzeuge untergebracht wurden, existieren nicht mehr. Vom Fliegerhorst leitet sich auch die heutige Adresse „Am Flugfeld“ ab. Nach dem Zweiten Weltkrieg war das Areal in den Händen der sowjetischen Besatzungsmacht. Bei deren Abzug 1955 wurde es an die Republik Österreich und von dieser 1956 an das Bundesheer übergeben. 
Im Zuge des ungarischen Volksaufstandes von 1956 wurden zur Sicherung der Ostgrenze Österreichs Einheiten der Panzertruppenschule in Hörsching (Oberösterreich) in den Osten des Landes verlegt. Die so nach Zwölfaxing gekommenen Teile der Panzeraufklärungsschulabteilung verblieben nach der Niederschlagung des ungarischen Aufstandes durch die Sowjets dort. 1957 folgten die noch in Hörsching befindlichen Teile sowie die Panzerschulabteilung nach.
1960 wurde die 1. Panzerschulabteilung eigenständig und erhielt den Namen Panzerbataillon 33. Zu dieser Zeit wurde auch die 9. Panzerbrigade gebildet, ab 1963 9. Panzergrenadierbrigade genannt. Ebenso wurde die Panzertruppenschule aus Teilen der 9. Panzerbrigade, dem Panzerbataillon 4 und anderen Teilen der Panzertruppe neu gebildet.
1967 wurde die Kaserne nach dem Offizier und Waffentechniker Gunther Burstyn benannt. Im Gegensatz dazu scheiterte allerdings die Benennung des Platzes vor der Korneuburger Dabsch-Kaserne nach Burstyn am Widerstand der Bevölkerung und der Stadtpolitiker. 
Heute sind in der Kaserne das Jägerbataillon 33 (JgB 33), die 1. Ausbildungskompanie der Heerestruppenschule (HTS) und die Nachschub- und Transportkompanie des Jägerstabsbataillons 3 (NTKp/PzStbB 3) sowie die Versuchswerkstätte der Abteilung Fahrzeug- und Gerätetechnik des Amtes für Rüstung und Wehrtechnik (ARWT) untergebracht. Hinter den im vorderen Teil befindlichen Gebäuden erstreckt sich ein 4 km² großer Übungsplatz.
Im Areal besteht ein Museum, in dem diverse historische Panzerfahrzeuge ausgestellt sind.

## Ehemalige Einheiten

### Militär
- Im Jahre 1957 wurde in Zwölfaxing eine Luftschutzpionierkompanie nach Schweizer Modell zum Schutz von Ballungsräumen und militärischen Einrichtungen vor Massenvernichtungsmitteln aufgestellt. Später entwickelten sich daraus die ABC-Abwehrtruppen bei den Versorgungsregimentern des Bundesheeres.
- Die Gruppenversorgungstruppe 1 wurde 1962 zum Versorgungsregiment 1 (VR1), 1991 in Armeeversorgungsregiment (AVR) umbenannt, 1994 in Versorgungsregiment 3 umbenannt und 2002 aufgelassen.

### Exekutive
Das 1973 nach der Geiselnahme in Marchegg aufgestellte „Gendarmeriekommando Bad Vöslau“ übersiedelte als nunmehriges „Gendarmeriebegleitkommando Wien“ ab 1. September 1974 in die Burstyn-Kaserne. Ab diesem Zeitpunkt war es der Generaldirektion für die öffentliche Sicherheit im Bundesministerium für Inneres direkt unterstellt. Der vorige Standort Schloss Schönau wurde mit 30. September 1974 vorerst aufgegeben und,  nachdem mit 1. Jänner 1978 das „Gendarmerieeinsatzkommando“ offiziell installiert wurde, mit 14. Februar 1978 wieder bezogen.